# Naniwa Danshi
Naniwa Danshi (なにわ男子?) es un grupo masculino japonés, formado por Johnny & Associates en 2018. El grupo debutó el 12 de noviembre de 2021 a través de la discográfica J Storm con el lanzamiento del sencillo «Ubu Love».

## Historia

### 2012-presente: Formación y debut
Antes de Naniwa Danshi, en agosto de 2012, surgió un trío conocido como Naniwa Ōji. Este grupo estaba compuesto por: Nishihata, Ōnishi y Ren Nagase, siendo este último posteriormente uno de los integrantes del dúo King & Prince. La formación del grupo fue notificada a los miembros a través de correos electrónicos masivos, en lugar de una comunicación directa por parte de Johnny Kitagawa, lo que hizo que los chicos pensaran que «era una broma». Nishihata, al ver el nombre del grupo Naniwa Danshi, que simplemente significa «chicos de Kansai», también creyó que se trataba de una broma. La noticia de la creación de Naniwa Danshi se dio a conocer oficialmente a través de la revista Potato.
El debut oficial del grupo se anunció durante su concierto «Naniwa Danshi First Arena Tour 2021 #NaniwaDanshiShikaKatan» en el Yokohama Arena. En 2019, no solo individualmente, sino también como grupo, Naniwa Danshi comenzó a aparecer regularmente en programas de televisión y radio, sorprendiendo a todos con su rápida ascensión en menos de un año desde su formación, lo que atrajo una creciente atención hacia ellos. Además de sus actuaciones en el escenario, uno de los miembros fue honrado con el título de embajador de la Red Horse Osaka Wheel, una impresionante noria ubicada en Expo City. Esta designación fue un reconocimiento de su talento y popularidad, lo que les permitió destacar tanto en el mundo del entretenimiento como en el ámbito promocional. Además, Naniwa Danshi fue seleccionado como colaborador especial para el evento «24 Hour TV 42» de Yomiuri TV. También tenían planeada una aparición en un evento en Abeno Harukas, pero la cantidad de fanáticos superó ampliamente las expectativas, lo que llevó a la cancelación de la presentación. Ante esta inesperada respuesta, Yoshimitsu Ohashi, presidente de Yomiuri TV, se disculpó y expresó que habían subestimado el poder y la influencia de los cantantes. Al ver cómo superaron todas las expectativas, dijo: «Naniwa Danshi ha demostrado su increíble capacidad. Nos hemos quedado impresionados».
El 28 de julio de 2021, durante una actuación en Yokohama Arena, los fanáticos se emocionaron con el anuncio de una gira nacional llamada «Naniwa Boys First Arena Tour 2021 #Naniwa Boys Only Win». Sin embargo, eso no fue todo, ya que también revelaron su debut que se llevaría a cabo el 12 de noviembre del mismo año bajo la discográfica J Storm. Este es un debut resultó ser muy esperado, ya que marcó el primer lanzamiento en CD de un grupo de Johnny's Office en un año y diez meses, desde que Snow Man y SixTONES debutaron simultáneamente en enero de 2020. Además, es el primer debut de un grupo de Kansai Johnny's Jr. en siete años y siete meses, desde el debut de Johnny's WEST en abril de 2014. Coincidiendo con el lanzamiento del CD, el grupo también creó su club de fanes. Además, el 19 de octubre, Naniwa Boys inauguró su propio canal oficial en YouTube.
El 12 de noviembre de 2021, se publicó su primer sencillo, «Ubu Love». Ese mismo día, el grupo hizo una aparición en vivo en un programa matutino, que se llevó a cabo en el Parque Conmemorativo de la Expo '70. La presentación del CD tuvo lugar en el Aeropuerto de Haneda, donde se realizó una conferencia de prensa. El grupo organizó un evento llamado «Naniwa Fuamu Daishu! 〜‾Naniwa to What to do live Xmas 2021~» el 25 de diciembre del mismo año. Este evento se transmitió en vivo a través de Johnny's net online, permitiendo que los seguidores de todo el mundo se unieran virtualmente para ser parte de la celebración.

## Miembros
- Joichiro Fujiwara (藤原 丈一郎 Fujiwara Jōichirō?)
- Daigo Nishihata (西畑 大吾 Nishihata Daigo?)
- Kazuya Ohashi (大橋 和也 Ōhashi Kazuya?) — líder
- Kyohei Takahashi (高橋 恭平 Takahashi Kyōhei?)
- Ryusei Onishi (大西 流星 Ōnishi Ryūsei?)
- Shunsuke Michieda (道枝 駿佑 Michieda Shunsuke?)
- Kento Nagao (長尾 謙杜 Nagao Kento?)

## Discografía

### Álbumes de estudio
| Título   | Detalles                                                                                   | Mejor posición | Mejor posición | Ventas         | Certificationes           |
| Título   | Detalles                                                                                   | JPN            | JPN Hot        | Ventas         | Certificationes           |
| -------- | ------------------------------------------------------------------------------------------ | -------------- | -------------- | -------------- | ------------------------- |
| 1st Love | - Lanzamiento: 13 de julio de 2022 - Discográfica: J Storm - Formato(s): CD, CD+DVD, CD+BD | 1              | 1              | - JPN: 850 968 | - RIAJ: 3× Platino (fís.) |
| Pop Mall | - Lanzamiento: 12 de julio de 2023 - Discográfica: J Storm - Formato(s): CD, CD+DVD, CD+BD | TBA            | TBA            | TBA            | TBA                       |

### Álbumes de vídeo
| Título                                                      | Detalles                                                                           | Mejor posición | Mejor posición | Certificación  | Ventas          |
| Título                                                      | Detalles                                                                           | JPN DVD        | JPN BD         | Certificación  | Ventas          |
| ----------------------------------------------------------- | ---------------------------------------------------------------------------------- | -------------- | -------------- | -------------- | --------------- |
| Naniwa Danshi First Arena Tour 2021 #NaniwaDanshishikakatan | - Lanzamiento: 23 de febrero de 2022 - Discográfica: J Storm - Formato(s): DVD, BD | 1              | 1              | - JPN: 251,518 | - RIAJ: Platino |
| Naniwa Danshi Debut Tour 2022 1st Love                      | - Lanzamiento: 26 de abril de 2023 - Discográfica: J Storm - Formato(s): DVD, BD   | 1              | 1              | - JPN: 302,000 | - RIAJ: Platino |

### Sencillos
| Título                                 | Año  | Mejor posición | Mejor posición | Mejor posición | Ventas         | Certificación             | Álbum    |
| Título                                 | Año  | JPN            | JPN Comb       | JPN Hot        | Ventas         | Certificación             | Álbum    |
| -------------------------------------- | ---- | -------------- | -------------- | -------------- | -------------- | ------------------------- | -------- |
| «Ubu Love» (初心LOVE?)                 | 2021 | 1              | 1              | 1              | - JPN: 916 961 | - RIAJ: 3× Platino (fís.) | 1st Love |
| «The Answer»                           | 2022 | 1              | 1              | 1              | - JPN: 632 842 | - RIAJ: 2× Platino (fís.) | 1st Love |
| «Sachiare» (サチアレ?)                 | 2022 | 1              | 1              | —              | - JPN: 632 842 | - RIAJ: 2× Platino (fís.) | 1st Love |
| «Happy Surprise» (ハッピーサプライズ?) | 2022 | 1              | 1              | 2              | - JPN: 516 195 | - RIAJ: 2× Platino (fís.) | Pop Mall |
| «Special Kiss»                         | 2023 | 1              | 1              | 2              | - JPN: 516 199 | - RIAJ: 2× Platino (fís.) | Pop Mall |
| «Make Up Day»                          | 2023 | TBA            | TBA            | TBA            | TBA            | TBA                       | TBA      |
| «Missing»                              | 2023 | TBA            | TBA            | TBA            | TBA            | TBA                       | TBA      |
| «I Wish»                               | 2023 | TBA            | TBA            | TBA            | TBA            | TBA                       | TBA      |

## Premios y nominaciones
| Año  | Premio                 | Categoría                            | Trabajo nominado | Resultado | Ref(s). |
| ---- | ---------------------- | ------------------------------------ | ---------------- | --------- | ------- |
| 2021 | An An Awards           | Hope Award                           | Naniwa Danshi    | Ganador   | [ 31 ]  |
| 2022 | Sakuya Konohana Awards | Idols Groups Award                   | Naniwa Danshi    | Ganador   | [ 32 ]  |
| 2022 | Yahoo! Search Awards   | Musician Award                       | Naniwa Danshi    | Ganador   | [ 33 ]  |
| 2022 | Line News Awards       | Most Searched Person ─ Idol category | Naniwa Danshi    | Ganador   | [ 34 ]  |